# Lavinia (roman)
Lavinia är en roman av den amerikanska författaren Ursula K. Le Guin utgiven 2008. Boken är inspirerad av Lavinia, prinsessa av Laurentum och en mindre figur i Vergilius episka dikt Aeneiden.